# 加計慎太郎
加計 慎太郎（かけ しんたろう、1911年〈明治44年〉4月9日 - 没年不明）は、日本の実業家。蔵座林業社長。通称は八右衛門。加計隅屋23代当主。

## 人物
広島県出身。加計正文の長男。1937年、法政大学経済科卒業。芸備銀行（現広島銀行）に入る。同行加計支店長に就任。広島県体育協会理事、広島県山県郡体育協会長を兼ねた。
趣味は読書、スポーツ、絵画。宗教は神道。住所は広島県広島市上柳町、山県郡加計町。

## 家族・親族
加計家
- 祖父・八右衛門[4]
- 父・正文（1881年 - ?、広島県多額納税者[5]、銀行業、加計町長、会社重役、加計隅屋22代当主）
- 母・園枝（1888年 - ?、長尾家の娘）[2]
- 姉・八重子[2]あるいは八重（1908年 - ?、河相清の妻）[4]
- 弟
  - 研次郎（1914年 - ?）[4]
  - 赳（1917年 - ?）[4]
- 妻・睦子（1915年 - ?、宮原家の娘）[2]
- 長男・正弘[2]（加計隅屋24代当主、日新林業代表取締役、吉水園所有）
- 長女[1]

親戚
- 従弟・加計朋吉（加計町長）[1]